# Mark Occhilupo
Mark Occhilupo, também conhecido como Occy, (Sydney, 16 de junho de 1966)  é um surfista australiano.
Foi campeão mundial do WCT em 1999. Teve um pouco de sua trajetória contada no documentário Occumentary e no livro Occy - O ano do touro.